# Joris-Karl Huysmans
Pour les articles homonymes, voir Huysmans.
Joris-Karl Huysmans [ɥismɑ̃ːs], nom de plume de Charles Marie Georges Huysmans, né le 5 février 1848 à Paris et mort dans la même ville le 12 mai 1907, est un écrivain et critique d'art français.
Défenseur du naturalisme à ses débuts — comme en témoignent ses romans Marthe, Les sœurs Vatard, En ménage et À vau-l'eau — fervent disciple et ami d'Émile Zola, il devient le principal représentant du mouvement décadent avec la publication d'À rebours en 1884. Dans ce roman qui dépeint la retraite loin du monde d'un aristocrate dandy, esthète et misanthrope cherchant à fuir le réel par l'Art et l'artifice et gagné par une profonde neurasthénie, il rompt résolument avec l'esthétique naturaliste et se fait le chantre du pessimisme fin-de-siècle. Il s'illustre également dans le genre du poème en prose, après Baudelaire et Aloysius Bertrand.
Il se rattache désormais au symbolisme et s'intéresse au surnaturel en manifestant son intérêt marqué pour les rêves, notamment au travers de son roman En rade (1886), et se penche sur le satanisme dans Là-bas (1891), avant de se convertir au catholicisme et de mettre ainsi un terme à son admiration passée pour Schopenhauer. Cette conversion se reflétera dans ses grands romans religieux comme En route (1895), La Cathédrale (1898) ou L'Oblat (1903), qui lui permettent d'exprimer sa quête mystique extrêmement intense, sa nostalgie pour le Moyen-Âge et sa grande connaissance de l'art médiéval. Huysmans définit dès Là-Bas un nouveau courant littéraire plus en accord avec ses aspirations et auquel se rattachera désormais son œuvre, le naturalisme spiritualiste.
Son œuvre est imbibée d'un pessimisme fondamental et d'une aversion pour le réel et son époque qu'il cherche à compenser par la passion de l'Art et plus tard par la foi, mettant ainsi souvent en scène un même personnage désabusé, ennuyé, angoissé, cherchant à remédier à ses grises mélancolies et tourmenté parfois par des rêves étranges. Son style, d'une grande originalité, se caractérise avant tout par une débauche d'adjectifs et la recherche de mots rares, des épithètes excentriques sur une syntaxe torturée, ainsi que par une très grande puissance de suggestion.
Il est parallèlement un grand critique d'art, défenseur de la peinture impressionniste, symboliste, contempteur de la peinture académique, mais aussi admirateur des Primitifs et de l'art gothique.
Son influence s'étendra sur le surréalisme au travers d'André Breton qui lui portait une très grande admiration.

## Biographie

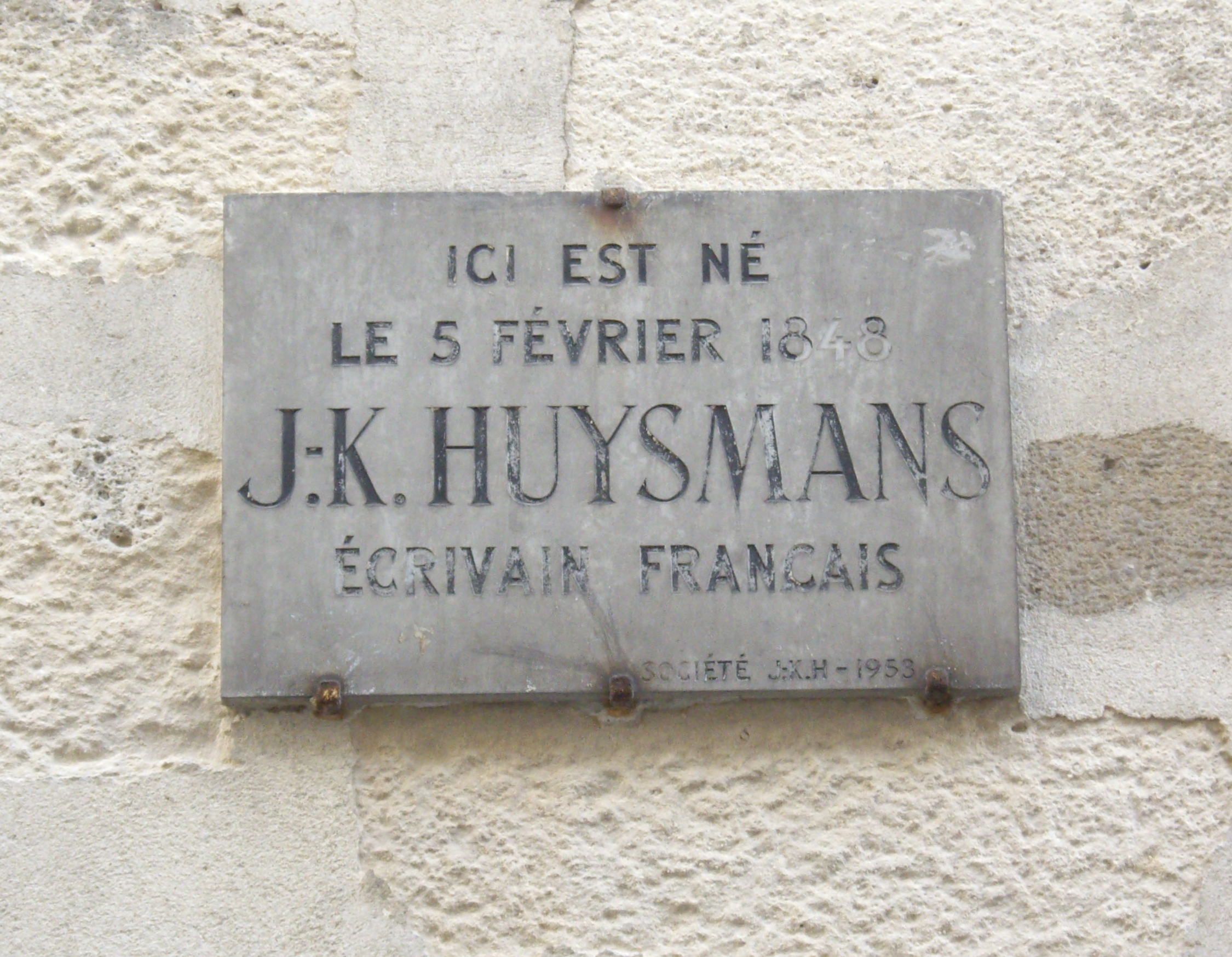
Plaque commémorative au 9, rue Suger à Paris.

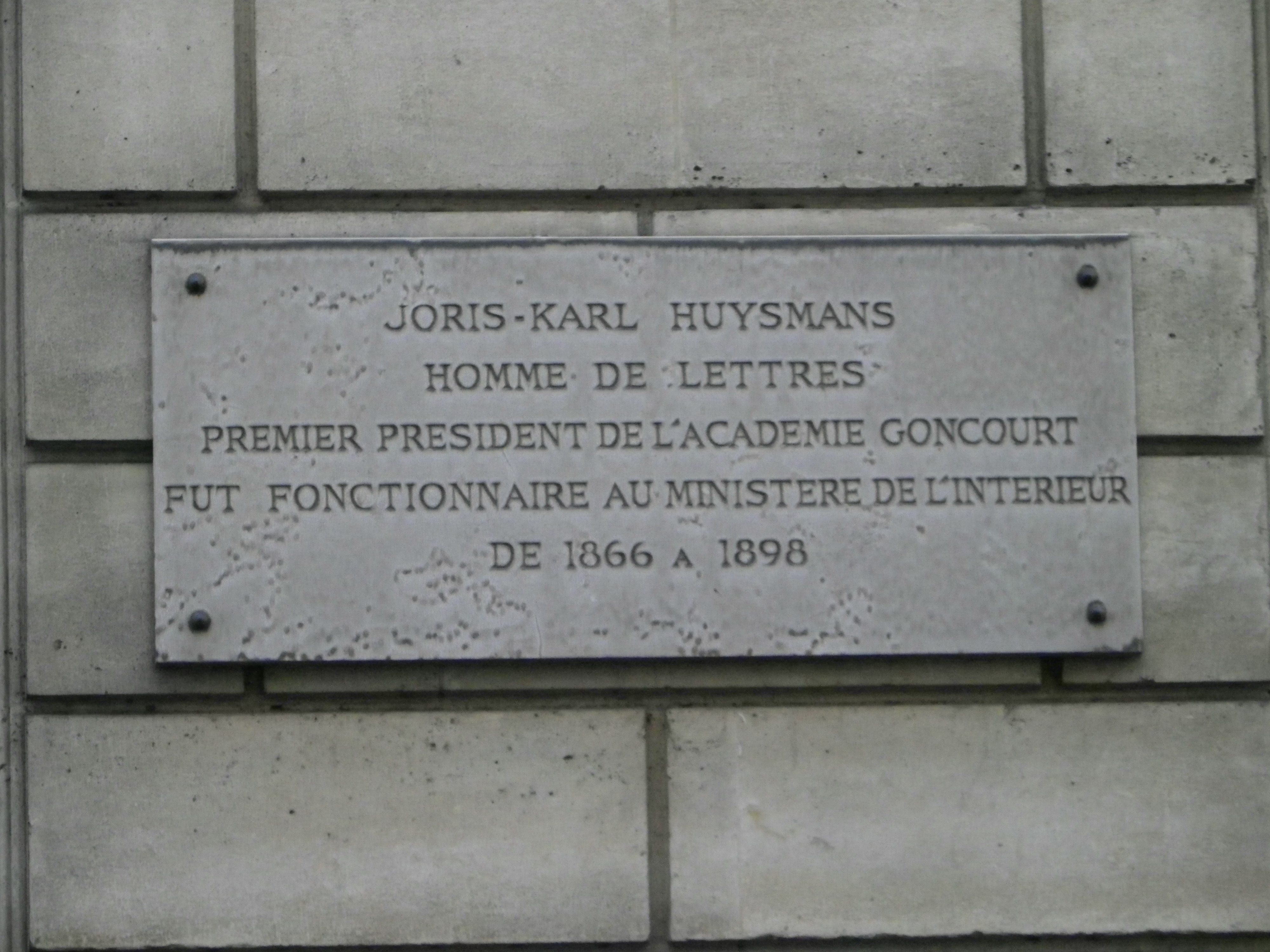
Plaque commémorative de Joris-Karl Huysmans entre les 8 et 9, rue Cambacérès à Paris.

Huysmans naît le 5 février 1848 au 11 (actuel no 9), rue Suger dans le 6e arrondissement de Paris, d'un père néerlandais du nom de Victor Godefridus Johannes Huysmans (1815-1856). Victor Huijsmans était le frère de Constant Cornelis Huijsmans, lithographe de profession, et d'une mère française, Malvina Badin, maîtresse d'école, petite-fille d'Antoine-François Gérard. Il passe toute son enfance dans cette maison. Il fit toute sa carrière au ministère de l'Intérieur, où il entra en 1866.
En 1880, il collabore au journal Le Gaulois, hostile à l'expulsion des jésuites décrétée par le gouvernement. Sous la pression de ses supérieurs hiérarchiques, il cesse sa collaboration.
En tant que romancier et critique d’art, il prit une part active à la vie littéraire et artistique française dans le dernier quart du XIXe siècle et jusqu’à sa mort, en 1907.
Défenseur du naturalisme à ses débuts, il rompit avec cette école pour explorer les possibilités nouvelles offertes par le symbolisme, et devint le principal représentant de l’esthétique fin de siècle. Dans la dernière partie de sa vie, il se convertit au catholicisme, renoua avec la tradition de la littérature mystique et fut un ami proche de l'abbé Mugnier.
Atteint d’un cancer de la mâchoire, J.-K. Huysmans mourut célibataire à son domicile parisien du 31, rue Saint-Placide (où une plaque lui rend hommage) le 12 mai 1907, et fut inhumé à Paris au cimetière du Montparnasse (division 2).
La Société J.-K. Huysmans fut créée après sa mort à l’initiative de son ami le romancier Lucien Descaves.
Par son œuvre de critique d’art, il contribua à promouvoir en France la peinture impressionniste ainsi que le mouvement symboliste, et permit au public de redécouvrir l’œuvre des artistes primitifs.

### Le romancier
En 1874, Huysmans fait paraître à compte d'auteur un premier recueil de poèmes en prose intitulé Le Drageoir aux épices. Au carrefour des esthétiques décadentiste, naturaliste, symboliste et romantique, il s'agit d'un mélange hétéroclite de pièces de prose poétique, où l’auteur rend hommage aux peintres hollandais et flamands (Rembrandt, Rubens, Brouwer, van Ostade, Bega…) et à la poésie de François Villon. Si cette œuvre de jeunesse laisse deviner l'influence marquée du romantisme — Gaspard de la nuit d'Aloysius Bertrand — ou de la poésie moderne — les Petits poèmes en prose de Baudelaire — elle témoigne cependant déjà d'un talent d'écrivain réaliste et d’un intérêt marqué pour l'esthétique naturaliste développée à la même époque par Émile Zola.
En 1876, Huysmans publie son premier roman, d'inspiration ouvertement naturaliste, Marthe, histoire d'une fille, qui a pour thème la vie et les déboires d’une jeune Parisienne contrainte par une société cupide et sans scrupules à aller jusqu'à se prostituer pour survivre. Craignant la censure qui sévit alors en France, Huysmans fit d’abord éditer ce roman à Bruxelles.
La même année, il se lie d'amitié avec Émile Zola, dont il prend la défense dans un vibrant article consacré à son dernier roman, L'Assommoir. Cet article reste dans l'histoire de la littérature comme un des tout premiers manifestes en faveur du naturalisme.
Son deuxième roman, Les Sœurs Vatard, qui suit également la veine naturaliste, paraît en 1879, accompagné d'une dédicace à Zola, qu’il reconnaît comme son maître en littérature.
Dès lors, Huysmans appartient au petit groupe des jeunes écrivains reçus par Zola dans sa villa de Médan. Il y fréquente Guy de Maupassant, Léon Hennique, Henry Céard et Paul Alexis avec lesquels il collabore, en 1880, à la publication, sous l'égide de Zola, du recueil collectif de nouvelles naturalistes intitulé Les Soirées de Médan, dans lequel il insère Sac au dos, un récit ironique et antipatriotique de son expérience de civil mobilisé durant la Guerre de 1870.

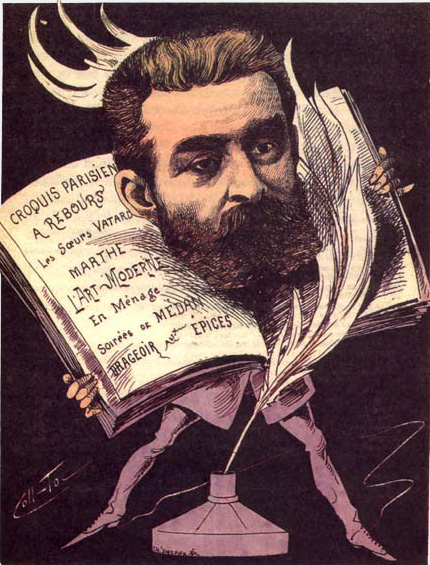
Huysmans par Coll-Toc (Les Hommes d’aujourd’hui, 1885).

En ménage, roman publié l’année suivante, et surtout À vau-l'eau, une longue nouvelle parue en 1882, peignent les existences ternes et sans saveur d’anti-héros usés par « cette vie moderne atroce », et dont les idées noires sont imbibées des préceptes pessimistes de Schopenhauer. Dans ce texte original, Huysmans décrit l’histoire l’épopée de Jean Folantin, un « hypocondriaque célibataire désespérément en quête d'un restaurant en mesure d'offrir un repas passable, à peine mangeable ».
Huysmans développe dans ses romans une « philosophie existentielle de la vie ». Il gardera de cette période une puissance d'évocation exceptionnelle dans ses descriptions architecturales, comme le Cycle de Durtal en témoigne dans les nombreuses pages consacrées aux édifices religieux.

### Le converti littéraire
Après avoir lu À rebours, l’écrivain catholique Barbey d’Aurevilly avait prédit que Huysmans aurait un jour à choisir entre « la bouche d’un pistolet ou les pieds de la croix », dans un article du Constitutionnel du 28 juillet 1884, repris dans le volume Le Roman Contemporain paru en 1902.
Il commence alors de s'intéresser au surnaturel, et En rade porte la trace d'un intérêt marqué pour le rêve comme échappatoire face à un réel révulsant.
Aussi, après le « livre noir » que fut Là-bas, où apparaît un profond antiméridionalisme, Huysmans envisage d’écrire un « livre blanc », qui explorerait l’univers de la mystique chrétienne, à travers une forme littéraire totalement inédite qu’il baptise le « naturalisme spiritualiste»,,. Ce roman, intitulé En route (1895), retrace les étapes successives de la lente et douloureuse conversion de son auteur à la religion catholique.
Dans La Cathédrale, un roman très documenté que Huysmans publie en 1898, il étudie la symbolique chrétienne dans le cadre à la fois majestueux et romanesque de la cathédrale de Chartres. À la même époque, il explore les trésors de l’architecture religieuse de Paris et compose plusieurs monographies et études historiques sur divers monuments. Il s’intéresse alors à toutes les formes de l’art sacré, depuis la littérature mystique (Jean de Ruisbroek, Thérèse d'Ávila…), jusqu’au plain-chant, en passant par la peinture et la sculpture religieuse.

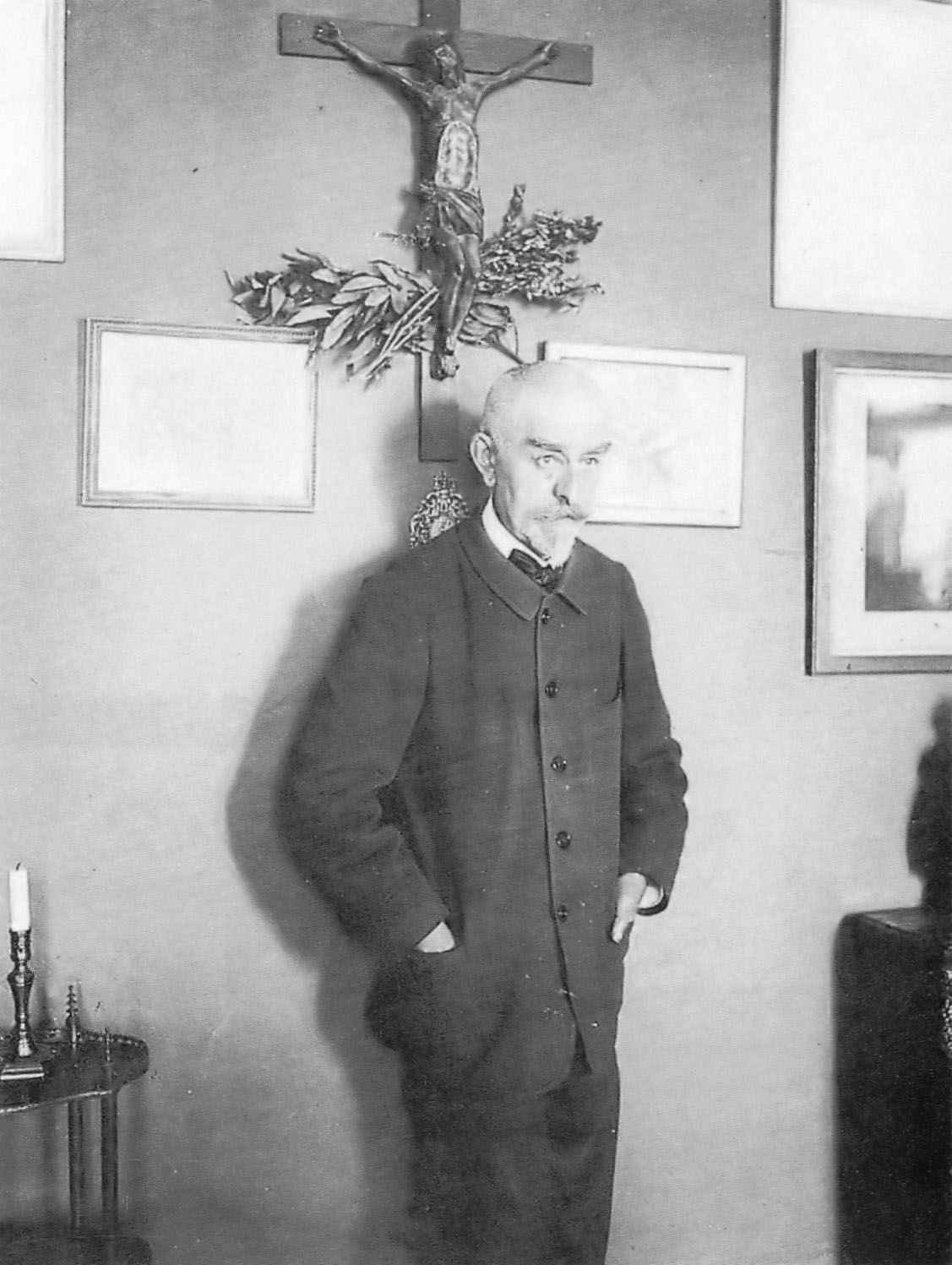
Joris-Karl Huysmans photographié par Dornac.

Après s'être retiré dans plusieurs monastères (La Salette, Igny, Solesmes, Saint-Wandrille…), Huysmans quitte Paris en 1899 pour s’installer dans le village de Ligugé, près de Poitiers dans la Vienne, où il s’est fait bâtir une demeure à proximité de l’abbaye bénédictine Saint-Martin. Là, il partage la vie quotidienne des moines et se prépare à devenir oblat. Mais en 1901, la loi sur les associations vient dissoudre la communauté de Saint-Martin, poussant les moines à l’exil et obligeant Huysmans à rejoindre Paris. Après avoir publié une hagiographie consacrée à la mystique chrétienne sainte Lydwine de Schiedam (1901), Huysmans racontera son expérience de la vie monastique dans L'Oblat (1903).
À travers les trois romans qu’il publia consécutivement à sa conversion (En route, La Cathédrale, L’Oblat), Huysmans annonce le grand mouvement de conversions littéraires que vont connaître les Lettres françaises au début du XXe siècle avec des auteurs comme Paul Bourget, Charles Péguy, Ferdinand Brunetière, Paul Claudel, Léon Bloy ou encore François Mauriac.
Il est le premier écrivain à avoir utilisé le terme de « garçonne ».

### Le critique d’art
Huysmans était le descendant, par son père, d'une lignée d'artistes peintres flamands. Certains tableaux du plus célèbre de ses ancêtres, Cornelis Huysmans, peintre à Anvers au XVIIe siècle, figurent aujourd’hui à Paris au musée du Louvre. Aussi, Huysmans, qui avait modifié son prénom d’état-civil (Georges-Charles) pour adopter un prénom aux sonorités évoquant mieux ses origines hollandaises (Joris-Karl), débuta en publiant des descriptions de tableaux de peintres hollandais : « Le Bon compagnon de Frans Hals » (1875) et « Le Cellier de Pieter de Hooch » (1875).
À partir de 1876, Huysmans collabore, en tant que chroniqueur d’art, à différents journaux pour lesquels il rédige des comptes rendus des Salons de peinture. À cette occasion, il découvre les tableaux de plusieurs jeunes artistes indépendants qui exposent à l’écart des Salons officiels, où leurs œuvres sont systématiquement refusées par le jury. Il s’enthousiasme pour Édouard Manet, dont il vante un tableau intitulé Nana : « Nana est incontestablement l’une des meilleures toiles qu’il ait jamais signées. […] Elle est supérieure à beaucoup des lamentables gaudrioles qui se sont abattues sur le Salon de 1877 ». Dès lors, Huysmans prend la tête du combat visant à imposer l’impressionnisme au public, auquel il fait successivement découvrir les œuvres de Claude Monet, Edgar Degas, Gustave Caillebotte, Paul Cézanne, Camille Pissarro, Paul Gauguin, Georges Seurat, Jean-Louis Forain… Il fut par ailleurs un opposant farouche à l’art salonnier dont il fustige les principaux représentants : Alexandre Cabanel, Jean-Léon Gérôme ou Carolus-Duran.

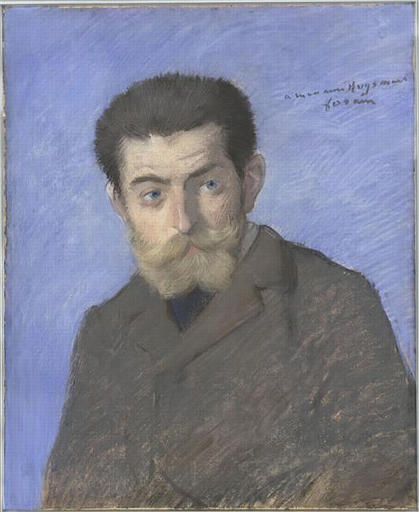
Jean-Louis Forain, Joris-Karl Huysmans, écrivain (1878), Paris, musée d'Orsay.

Vers 1889, Huysmans découvre les œuvres d’Odilon Redon, de Gustave Moreau, de Jean-François Raffaëlli et de Félicien Rops et participe largement à faire connaître au public le mouvement du symbolisme en peinture. Parmi les femmes artistes il remarque dès 1879 la peintre d'inspiration symboliste Louise Desbordes qui épousera par la suite le graveur Charles Jouas qui illustrera La Cathédrale.
Il réunira par la suite ses nombreuses chroniques d’art dans deux recueils : L’Art moderne (1883) et Certains (1889). Claude Monet, après les avoir lus, dira : « Jamais on n'a si bien, si hautement écrit sur les artistes modernes. » Et Stéphane Mallarmé verra en Huysmans « le seul causeur d'art qui puisse faire lire de la première à la dernière page des Salons d'antan, plus neufs que ceux du jour ».
Après sa conversion au catholicisme vers 1895, Huysmans redécouvre ensuite l’art religieux (Fra Angelico…), et en particulier la peinture des primitifs. Il signe alors de très beaux textes sur Matthias Grünewald, Roger van der Weyden, Quentin Metsys, le Maître de Flémalle.
D'après Joris-Karl Huysmans, la Renaissance et le retour à l'Antique ont conduit à l'infestation du monde gothique septentrional par le paganisme méditerranéen, par exemple par le remplacement de la Vierge Marie par des Vénus impudiques.
L'effondrement de son idéal monastique le transforme en anticlérical virulent.

## Principales œuvres

### Romans
- Marthe, histoire d’une fille (roman, 1876).
- Les Sœurs Vatard (roman, 1879).
- En ménage (roman, 1881).
- À rebours (roman, 1884).
- En rade (roman, 1887).
- Là-bas (roman, 1891).
- En route (roman, 1895).
- La Cathédrale (roman, 1898).
- L'Oblat (roman, 1903).

### Nouvelles et poèmes en prose
- Le Drageoir aux épices (recueil de prose poétique, 1874)[20].
- Sac au dos (nouvelle parue dans Les Soirées de Médan, 1880).
- Croquis parisiens (poèmes en prose, 1880).
- À vau-l’eau (nouvelle, éditions Henry Kistemaeckers, Bruxelles, 1882), avec un portrait de l'auteur dessiné et gravé par Eugène Delatre.
- Un dilemme (nouvelle, 1887).
- La Retraite de monsieur Bougran (nouvelle, 1888 ; pub. posthume 1964, réédition 2020).

### Critique d'art, essais, biographie
- L’Art moderne (critique d’art, 1883).
- Certains (critique d’art, 1889), sur Moreau, Degas, Chéret, Whistler, Rops, et autres.
- Les Vieux Quartiers de Paris (monographies, 1890–1903)
  - La Bièvre (Genonceaux, 1890)
  - La Bièvre et Saint-Séverin (Stock, 1898)[21].
  - La Bièvre, Les Gobelins, Saint-Séverin (Société de propagation des livres d'art, 1901).
  - Le Quartier Notre-Dame (Romagnol, 1903)
- Gilles de Rais : La Sorcellerie en Poitou (biographie, 1897), plus tard Gilles de Rais : La Magie en Poitou.
- Sainte Lydwine de Schiedam (hagiographie, 1901).
- De tout (recueil d’articles, 1902).
- Dom Bosco (esquisse biographique, 1902).
- Trois Primitifs (critique d’art, 1905).
- Les Foules de Lourdes (essai, 1906).
- Trois Églises (monographie, pub. posthume 1908).

## Postérité

### Littérature
- Il est un des auteurs cités dans l'Anthologie de l'humour noir d'André Breton (qui admirait son œuvre).
- Le héros principal du roman Soumission de Michel Houellebecq est un professeur spécialiste de l'œuvre de Joris-Karl Huysmans[22]. L'épigraphe du roman est une citation du roman En route.

### Huysmans en Pléiade
Gallimard a réuni une partie importante de son œuvre dans un volume de la Bibliothèque de la Pléiade. La publication, dirigée par l'écrivain Pierre Jourde et André Guyaux, professeur de littérature, avec notamment la collaboration de Gaël Prigent et Jacques Dubois est sortie le 24 octobre 2019,,. Il ne s'agit pas d'Œuvres complètes mais d'un volume intitulé Romans et nouvelles, qui réunit l'œuvre narrative publiée par Huysmans, de Marthe (1876), son premier roman, à En route (1895), le roman de la conversion.
La création de la Pléiade de Huysmans est présentée de manière fictionnelle dans le roman Soumission de Michel Houellebecq dont le personnage principal, fasciné par Huysmans et professeur à la Sorbonne est chargé de guider cette Pléiade.

### Toponymie
- Rue Huysmans (Paris), l'écrivain vécut dans le 6e arrondissement , à différents endroits.

### Expositions
- Huysmans critique d'art, du 26 novembre 2019 au 1er mars 2020, Paris, musée d'Orsay[26] ;
- L'œil de Huysmans : Manet, Degas, Moreau..., du 2 octobre 2020 au 17 janvier 2021, Strasbourg, musée d'art moderne et contemporain, coproduction avec le musée d'Orsay[27].

### Bibliographie

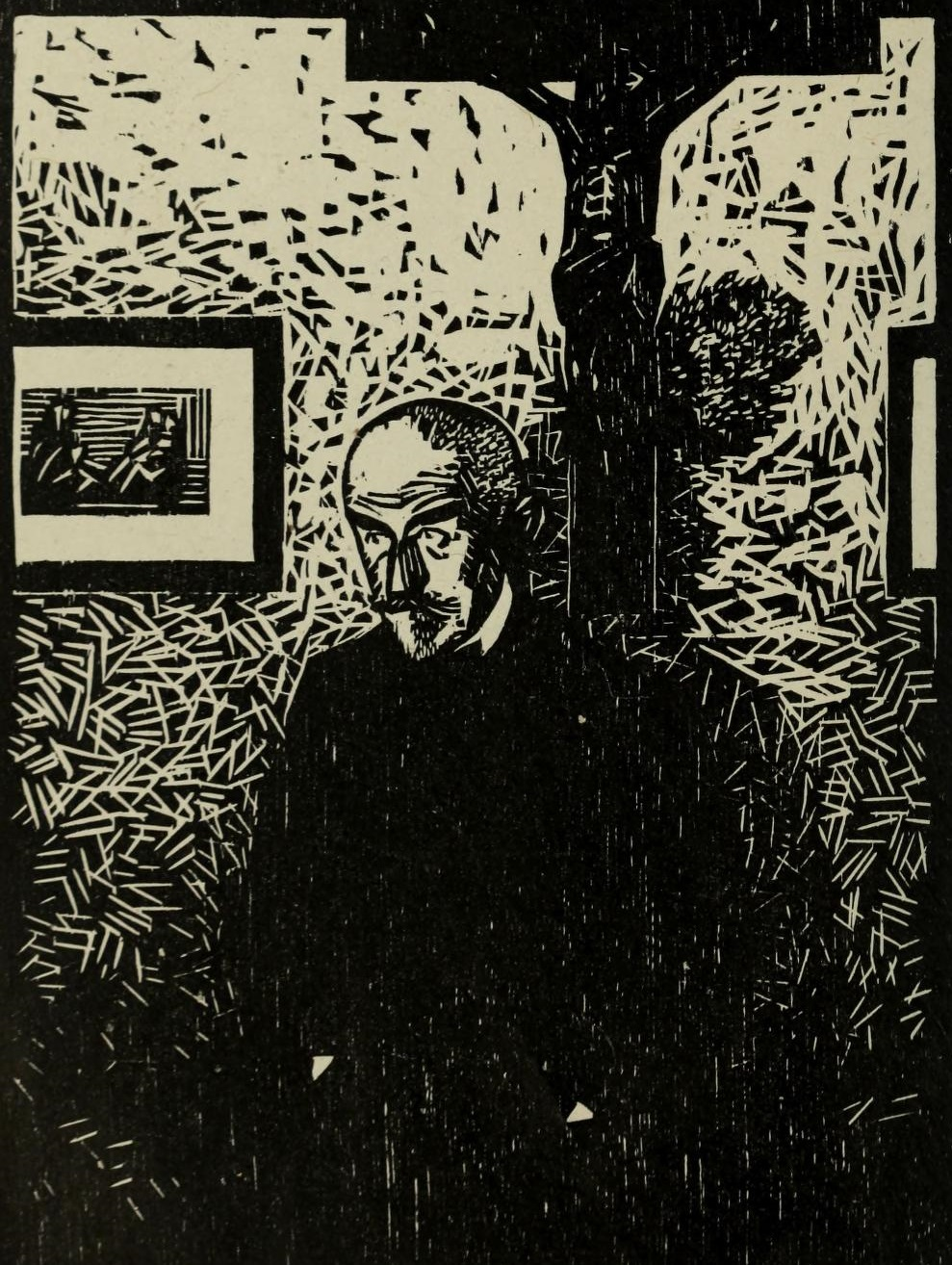
Portrait de Huysmans, avant 1917. Bois gravé anonyme d'après Dornac.